# Карп Поель Меєрович
Карп Поель Меєрович (нар. 31 серпня 1925, Київ) — російський поет, публіцист, перекладач, балетознавець.

## Біографія
Народився 31 серпня 1925 року в Києві. Його батько Меєр Львович Карп, генетик, науковий співробітник Ленінградського ботанічного інституту АН СРСР,
Був репресований у 1953–1956 роках та ув'язнений в Тайшеті.
Раннє дитинство провів в Умані, Бершаді та в єврейській комуні Войо-Нова в Криму.
З 1930 року жив у Москві, де в 1949 році закінчив Московський державний університет з історичного факультету.
З 1949 року — в Ленінграді.
З 1960 року став член Спілки письменників СРСР, з 1965 року — Спілки театральних діячів СРСР, кандидат мистецтвознавства (1973 р.).
З 1999 року живе у Лондоні.
З 1953 року, після смерті Сталіна, публікує статті про балет та переклади поезії, з 1971 року — оригінальні вірші, з 1985 року — статті на соціальні теми.
У 1985–1998 роках виступав у тижневиках «Новий час», «Книжковий огляд» та «Час пік»; опублікував близько тридцяти книг та кілька сотень статей.

## Родина
- Дочка — Марія Карп, філолог.
- Син — Олександр Карп (нар. 1959), професор математичної освіти в Колумбійському університеті [3], автор навчальних посібників з математики для середньої школи.

### Вірші
- Поэль Карп. Общая тетрадь. — СПб. : Всемирное слово, 1992.
- Поэль Карп. Кроме страха, 1945—1952. — СПб. : Лема, 2013. (https://imwerden.de/publ-6956.html)
- Поэль Карп. Просвет, 1953—1965. — СПб. : Лема, 2013. (https://imwerden.de/publ-6957.html)
- Поэль Карп. Выражение лица, 1966—1985. — СПб. : Лема, 2013. (https://imwerden.de/publ-6958.html)
- Поэль Карп. После всего. — СПб. : Лема, 2011.
- Поэль Карп. Последний боярин (сцены). — СПб. : Лема, 2013.

### Балет
- П. Карп. О балете. — М. : Искусство, 1967. — 230 с. — 10000 прим.
- П. Карп. Балет и драма. — Л. : Искусство, 1980. — 246 с. — 10000 прим. (На авторской странице: https://imwerden.de/publ-6750.html)
- П. Карп. Младшая муза. — М. : Детская литература, 1986. — 190 с. — 100000 прим. (https://imwerden.de/publ-6593.html)
- П. Карп. Марина Семёнова. — М. : Большой театр, 1988.
- П. Карп. Полвека с балетом  (в двух томах). — СПб. : Лема, 2018.

### Соціальні теми
- П. Карп. Отечественный опыт. — СПб. : СМИО, 2001.
- Poel Karp. Tiziano Vecellio e Vladimir Lebedev. — Milano : Spirali, 2006.
- П. Карп. Разбитый алтарь арифметики. — СПб. : ИПК Коста, 2012. (https://imwerden.de/publ-6590.html)
- П. Карп. Свобода — опора порядка. — СПб. : Лема, 2014. (https://imwerden.de/publ-6589.html)
- П. Карп. Почему я не хунвейбин. — СПб. : Лема, 2015. (https://imwerden.de/publ-6591.html)
- П. Карп. Двойной реванш. — СПб. : Лема, 2017. (https://imwerden.de/publ-6389.html)
- П. Карп. Государство против отечества — сборники статей.
  - Книга 1. Одинокий голос либерала. 1988—1999. (https://imwerden.de/publ-7785.html)
  - Книга 2. Путина. 1999—2003. (https://imwerden.de/publ-7786.html)
  - Книга 3. Оглядка.1998—2007. (https://imwerden.de/publ-7787.html)
  - Книга 4. Новый старый порядок. 2007—2010. (https://imwerden.de/publ-7788.html)
  - Книга 5. Итог. (https://imwerden.de/publ-7789.html)

### Переклади
- Ф. Грильпарцер. Величие и падение короля Оттокара. Пьесы. — Л.: Искусство. 1961.
- Б. Бьернсон. Хульда-хромоножка. Пьесы. — Л.: Искусство.1961.
- А. Эленшлегер.Аксель и Вальборг Пьесы — М.: Искусство. 1969.
- Й. Эйхендорф.Стихотворения — Л.: Художественная литература. 1969.
- Ф. Дюрренматт. Ромул Великий. Комедии. — М.: Искусство. 1969.
- Г. Ибсен. Пер Гюнт. Драмы, стихотворения. Библиотека всемирной литературы. — М.: Художественная литература. 1972.
- Г. Гейне. Атта троль. Л. Наука. 1978.
- Переливание крови (стихи литовских поэтов). В. Вага 1988.
- Г. Гейне. Книга песен. СПб. Всемирное слово. 1993.
- И. В. Гёте. Страдания молодого Вертера. СПб. СМИО. 2004.
- У. Шекспир. Юлий Цезарь. СПб. ИПК Коста. 2012.
- Разбросанные переводы (Ганс Сакс, Шекспир, Байрон, Браунинг, Тувим, Туманян, Гаиби и др.). СПб. Лема. 2015.
- Г. Гейне. Сатира и лирика. СПб Лема. 2015.
- Х. К. Андерсен, Ледяная дева и еще семь сказок. СПб. Лема, 2015.
- Избранные переводы в трёх томах:
  - Том 1 — Шекспир, Гёте, Эйхендорф и др. СПб. Лема. 2019.
  - Том 2 — Гейне. СПб. Лема. 2020.
  - Том 3 — Андерсен, Браунинг, Ибсен и др.